# نبرد باش‌آپاران
نبرد باش‌آپاران (ارمنی: Բաշ-Ապարանի ճակատամարտ; انگلیسی: Battle of Abaran)، نبردی بود که در سال ۱۹۱۸ میلادی بین ۲۲ تا ۲۹ مه در اطراف شهر آپاران بین واحدهای داوطلب ارمنی و نیروهای عثمانی رخ داد.

## نبرد
در ۱۵ مه ۱۹۱۸ میلادی نیروهای عثمانی توانسته بودند گیومری و روستاهای اطراف شهر را تصرف کنند و هدف آنان اشغال ایروان بود. نبرد باش‌آپاران در بعد از ظهر ۲۲ مه ۱۹۱۸ میلادی آغاز شد زمانی که نیروهای کاظم قره‌بکر و محمد بولکات که متشکل از ۱۳٫۰۰۰ سرباز آموزش دیده به همراه ۳٫۰۰۰ راهزن محلی به نزدیکی شهر گیومری رسیده بودند. در نیمه شب ۲۲ مه نیروهای عثمانی چند نفر از نیروهای مدافع شهر کشته و قلعه ای موسوم به «میراک» را به تصرف خود درآورده بودند. نیروهای عثمانی شهر اسپیتاک و روستاهای اطراف آن را به تصرف خود درآورند و در حال حرکت به سمت شهر آپاران بودند و این خطر به وجود آمده بود که نیروهای عثمانی راه ارتباطی بین شهرهای یغوارد، آشتاراک و ایروان را ببندند. برای جلوگیری از اشغال شهر آپاران و حرکت نیروهای عثمانی به طرف ایروان، به دستور آرام مانوکیان به همراه فرماندار آپاران «ستراک جلالیان» (فعال سیاسی و عضو فدراسیون انقلابی ارمنی) و افسر پلیس ایروان «آرسن بوغوسیان» (فرمانده گروهان ارتش یونان در جنگ یونان و ترکیه در سال ۱۹۲۰ میلادی با درجه سرهنگی) و کشیش «دِر-میناسیان» جلسه اضطراری را برگزار کردند. تمامی مردان شهر و روستاهای آپاران که توانایی حمل اسلحه را داشتند به جنگ فراخوانده شدند و به فرماندهی ستراک جلالیان و آرسن بوغوسیان نیروهای داوطلبی را تشکیل دادند.

## رویدادهای نبرد

نقشه نبرد سارداراباد و نبرد باش‌آپاران و نبرد قره کلیسا و عملیات جنگی در قفقاز که به مدت چهار سال به طول انجامید و آغاز جنگ جمهوری دمکراتیک آذربایجان و اولین جمهوری ارمنستان که به مدت دو سال به طول انجامید می‌باشد.

- در ۱۷ مه با اعلام شدن وضعیت جنگ، زنگ کلیساها به صدا در می‌آید و تمامی مردان بالای ۱۸ سال به جنگ فراخوانده می‌شوند. سربازان آموزش دیده و مردم محلی به فرماندهی ستراک و آرسن خط دفاعی را در تپه‌های اطراف و روستاهای آپاران ایجاد می‌کنند. در ۲۰ مه تعداد نیروهای دفاعی حدود ۱۵۰۰ نفر می‌رسیدند. در ۲۲ مه تعداد نیروهای دفاعی به ۳۵۰۰ نفر رسید به طوری که این نیروها دو خط دفاعی در اطراف شهر آپاران و روستاهای مجاور آن ایجاد کردند؛ هر چند این نیروهای دفاعی به تسلیحات مدرن و توپ مجهز نبودند ولی آنان توانستند در بعدازظهر همان روز تهاجم نیروهای عثمانی که قصد اشغال شهر را داشتند دفع نمایند و آنان با دادن تلفاتی عقب‌نشینی کردند. در طول شب در کناره غرب کوه آراگاتس و شرق سارداراباد نیروهای دفاعی تشکیل شد و فرماندهی دفاع از شهر ایروان بر عهده دراستامات کانایان بود.
- در ۲۳ مه نیروهای دفاعی آپاران در طول شب در مقابل حملات ارتش عثمانی با وجود دادن تلفاتی سرسختانه مقاومت کردند. ارتش عثمانی حدود ۸ کیلومتر مربع از خطوط دفاعی نیروهای آپاران را زیر آتش توپخانه خود قرار داد و فرمانده آرسن بوغوسیان مجبور شد نیروهای خود را به خط دوم دفاعی عقب‌نشینی کند. در ۲۳ مه نیروهای مردمی بیشتری به جنگ پیوستند به طوری که تعداد نیروهای آپاران به حدود ۵۰۰۰ نفر رسید.[۴]
- در ۲۴ مه به فرمان آرام مانوکیان تعدادی از واحدهای نظامی آموزش دیده در سارداراباد برای کمک به نیروهای مردمی آپاران منتقل شدند این نیروها شامل گروهان ششم به فرماندهی سرهنگ «دولوخانیان» [Dolukhanian] و یک سواره نظام به فرماندهی «کورِلکُوی» [Korelkovi] و یک واحد توپخانه به فرماندهی «کلیچی» [Klichi] و «ساکل یاری» [Sakelyarii] بودند. با پیوستن این نیروها به آپاران، تعداد نیروهای دفاعی آن شهر به حدود ۶۰۰۰ نفر رسید.[۴]
- در ۲۵ مه نبرد سرنوشت ساز آغاز می‌شود. وحیب پاشا، فرمانده ارتش عثمانی فرمان حمله را صادر و ارتش از سه جهت یعنی از آپاران، سارداراباد و وانادزور حمله را آغاز می‌کند و نبرد گسترده‌ای در خاک ارمنستان شروع می‌شود. نیروهای عثمانی در زیر باران شدید سعی کرد روستای سارالانج را تصرف و با رد شدن از رود کاساغ از عقبه آپاران بر نیروهای دفاعی شهر ضربه وارد کند ولی با رسیدن ارتش ارمنستان و مستقر شدند آنان در بلندی‌های رود کاساغ و زیر آتش گرفتن ارتش عثمانی آنان را مجبور به عقب‌نشینی کند. نیروهای عثمانی حمله شدیدی را از آراگاتس آغاز می‌کنند و موفق می‌شوند خط دفاعی ارمنی‌ها را بشکنند و حدود یک کیلومتر به سمت آپاران پیش روی کنند؛ ولی ارتش عثمانی از دو جهت زیر آتش نیروهای ارمنی قرار می‌گیرند، سرهنگ «زالینیان» [Zalinyan] به همراه ۳۰۰ سرباز از بلندی‌های آراگاتس و نیروهای مردمی به فرمان کشیش «دِر-گوورگ» خط دفاعی را در مقابل حمله عثمانی‌ها ایجاد می‌کنند. ارتش عثمانی برای تصرف شهر آپاران مسیر حمله خود را تغییر داد و حمله گسترده‌ای را به روستاهای هانکاوان و جوراگلوخ صورت می‌دهند تا بتوانند با دور زدن نیروهای دفاعی بتوانند از جنوب شرق، شهر آپاران را تصرف کنند ولی نیروهای مردمی مستقر در مسیر روستاها جنگ سختی را در اطراف «کلیسای قرمز» آغاز می‌کنند، بعد از چهار ساعت نبرد نیروهای عثمانی با دادن تلفاتی عقب‌نشینی می‌کنند. حمله دیگری را ارتش عثمانی که تعداد آنان به ۵۰۰ نفر می‌رسید به روستای بوژاکان در ۲۹ کیلومتری شهر آپاران تدارک دیدند، اما ارتش ارمنستان مستقر در روستای یرنجاتاپ در ۲۲ کیلومتری شهر آپاران و نیروهای مردمی که حدود ۳۰۰ نفر بودند به استقبال ارتش عثمانی می‌روند؛ نبرد سختی را تا صبح روز ۲۶ مه صورت می‌گیرد ارتش عثمانی تلفات سنگینی می‌دهد حدود یکصد کشته و مجبور به عقب‌نشینی می‌شود.[۵]
- در ۲۶ و ۲۷ مه نیروهای عثمانی دوباره به دو شهر آپاران و سارداراباد حمله می‌کنند؛ گردان پنجم به فرماندهی «هوسپیان» و سرهنگ «خورن ایگیت خانیان» [Khoren Igitkhanyan] مستقر در آن دو شهر به نبرد ارتش عثمانی می‌روند، جنگ سختی رخ می‌دهد و حدود ۱۰۰۰ نفر از نیروهای عثمانی کشته می‌شوند.[۶]
- در ۲۸ مه «شورای ملی ارمنیان» مستقر در شهر تفلیس، ارمنستان را کشور مستقل اعلام می‌کند و اولین جمهوری ارمنستان تشکیل می‌شود.
- در ۲۹ مه ارتش عثمانی با دادن تلفات سنگین از خاک ارمنستان عقب‌نشینی می‌کند و نبرد به پایان می‌رسد.